# クイック&クラッシュ
『クイック＆クラッシュ』は、ナムコ（後のバンダイナムコアミューズメント）のアーケードゲーム（エレメカゲームマシン）。
実物のターゲットを次々に撃ち抜く、早打ちシューティングゲーム。
企画は藪下達久が担当。

## ルール
手元のホルダーに銃をセットし、ゲームスタートと同時に素早くホルダーから銃を引き抜き、出現するターゲットを狙い撃つ。ターゲットを撃ち抜くとステージクリアとなり次のステージへと進む。最終ステージではマグカップが登場し、見事撃ち抜くとマグカップを木っ端微塵に破壊することができる。最終ステージまでに要した合計時間でランキング結果が表示される。また、全ステージの合計制限段数は20発で、使い切るとゲームオーバーとなる。

## ギミック
最終ステージでは、ターゲットのマグカップが撃ち抜かれた際に、マグカップが飛散する演出が見れるが、マグカップは実際には割れていない。プレイヤーがマグカップを撃ち抜くと、瞬時に黒い幕がせり上がってマグカップを覆い隠し、それと同時に筐体内にあらかじめ用意されたマグカップの破片をソレノイドで飛散させることで、破壊されたように見せる仕掛けである。

## 移植
- タイムクライシス2 - PlayStation 2移植版に本作が収録[3]。